# Richard Schenck
Richard Schenck (* 11. September 1900 in Flensburg; † 28. Juni 1979) war ein deutscher Volkswirt und Politiker (SPD).

## Biografie
Schenk studierte Wirtschafts- und Staatswissenschaften an der Universität Heidelberg und wurde dort promoviert. Ab 1924 war er bei der Handelskammer Flensburg beschäftigt, von 1926 bis 1933 beim Verband Deutscher Schiffsingenieure in Hamburg. Nach der Machtergreifung der Nationalsozialisten trat er zunächst im Mai 1933 der NSDAP, verließ diese aber bereits im Juli 1934 wieder. Er verlor seine Stellung und war von 1934 bis 1935 in sogenannte Schutzhaft inhaftiert. Nach seiner Haftentlassung arbeitete er als Pressereferent bei den Rhenania-Ossag Mineralölwerken in Hamburg. Danker und Lehmann-Himmel charakterisieren ihn in ihrer Studie über das Verhalten und die Einstellungen der Schleswig-Holsteinischen Landtagsabgeordneten und Regierungsmitglieder der Nachkriegszeit in der NS-Zeit als „angepasst-ambivalent“.
Von 1946 bis 1950 gehörte er dem Landtag von Schleswig-Holstein an. Er war von 1947 bis 1949 Finanzminister im neu gebildeten Land Schleswig-Holstein im Kabinett Lüdemann. Im folgenden Kabinett Diekmann war er stellvertretender Volksbildungsminister. Von September 1949 bis November 1952 war er Vorsitzender des Schleswig-Holsteinischen Heimatbundes. Im April 1950 trat er aus der SPD aus. Im November 1950 beteiligte er sich an der Gründung der Schleswig-Holsteinischen Gemeinschaft (SHG) und wurde deren 1. Vorsitzender.